# Pagolle
Pagolle település Franciaországban, Pyrénées-Atlantiques megyében. Lakosainak száma 251 fő (2022. január 1.). Pagolle Arhansus, Juxue, Lohitzun-Oyhercq, Musculdy, Ordiarp, Saint-Just-Ibarre és Uhart-Mixe községekkel határos.

## Népesség
A település népességének változása:
| Lakosok száma | 284  | 278  | 274  | 261  | 260  | 261  | 261  | 256  | 251  |
|               | 2013 | 2015 | 2016 | 2017 | 2018 | 2019 | 2020 | 2021 | 2022 |